# Les Loges, Seine-Maritime

Les Loges este o comună în departamentul Seine-Maritime, Franța. În 1 ianuarie 2022 avea o populație de 1.115 de locuitori.